# Давід Шуліст
Давід Шуліст (* 14 жовтня 1951) — організатор культурного життя в канадській провінції Онтаріо.

## Автор словників
- Польсько-англійсько-кашубський словник (Pòlskò-anielskò-kaszëbsczi słowôrz, 2010 ISBN 9788392856900) [Архівовано 5 червня 2020 у Wayback Machine.]
- Кашубсько-англійсько-польський словник (Kaszëbskò-anielskò-pòlsczi słowôrz, 2011 ISBN 9788392856917).